# Spyrídon Lámpros
Spyrídon Lámpros ou Spirídon Lámpros (en grec moderne : Σπυρίδων Λάμπρος), et parfois orthographié Lambros, est un enseignant, chercheur, universitaire, homme politique et Premier ministre grec, né à Corfou en avril 1851 et mort en juillet 1919 à Skopelos. 

## Biographie
Il étudia la littérature à Athènes jusqu'en 1871 avant de poursuivre ses études en Allemagne et obtenir un doctorat de l'université de Leipzig. Il étudia également l'histoire, notamment à Paris, Londres et Vienne. Il étudie également le développement scientifique et philosophique chez les Grecs durant l'époque byzantine et l'Empire ottoman.
Il parlait plusieurs langues, notamment l'allemand, le français et l'anglais. En 1901, il participe au comité d'organisation pour la création de la Délégation pour l'adoption d'une langue auxiliaire internationale qui prônait l'utilisation d'une langue universelle telle que l'espéranto ou l'ido.
En 1887, il a une fille, nommée Lína Tsaldári.
En 1890, il rejoint l'université d'Athènes où il enseigna l'histoire et la littérature ancienne. Il devient recteur de l'université d'Athènes de 1893 à 1894 puis de 1912 à 1913.
En 1916, il accepta de former un gouvernement qui ne contrôlait que le sud de la Grèce, le nord du pays et la Crète étant contrôlé par le gouvernement de défense nationale d'Elefthérios Venizélos. En novembre 1916, des émeutes contre les partisans de Venizélos firent plusieurs blessés. Les Français et les Anglais imposèrent alors un blocus maritime à la Grèce, forçant Lampros à démissionner en février 1917.
Spiridon Lampros fut jugé responsable des émeutes de novembre 1916. Il s'exile à Hydra, puis à Skópelos. Il est autorisé à revenir à Athènes en juillet 1919 pour des raisons de santé. Il mourut le 23 juillet à Skopelos.